# タクスィム広場

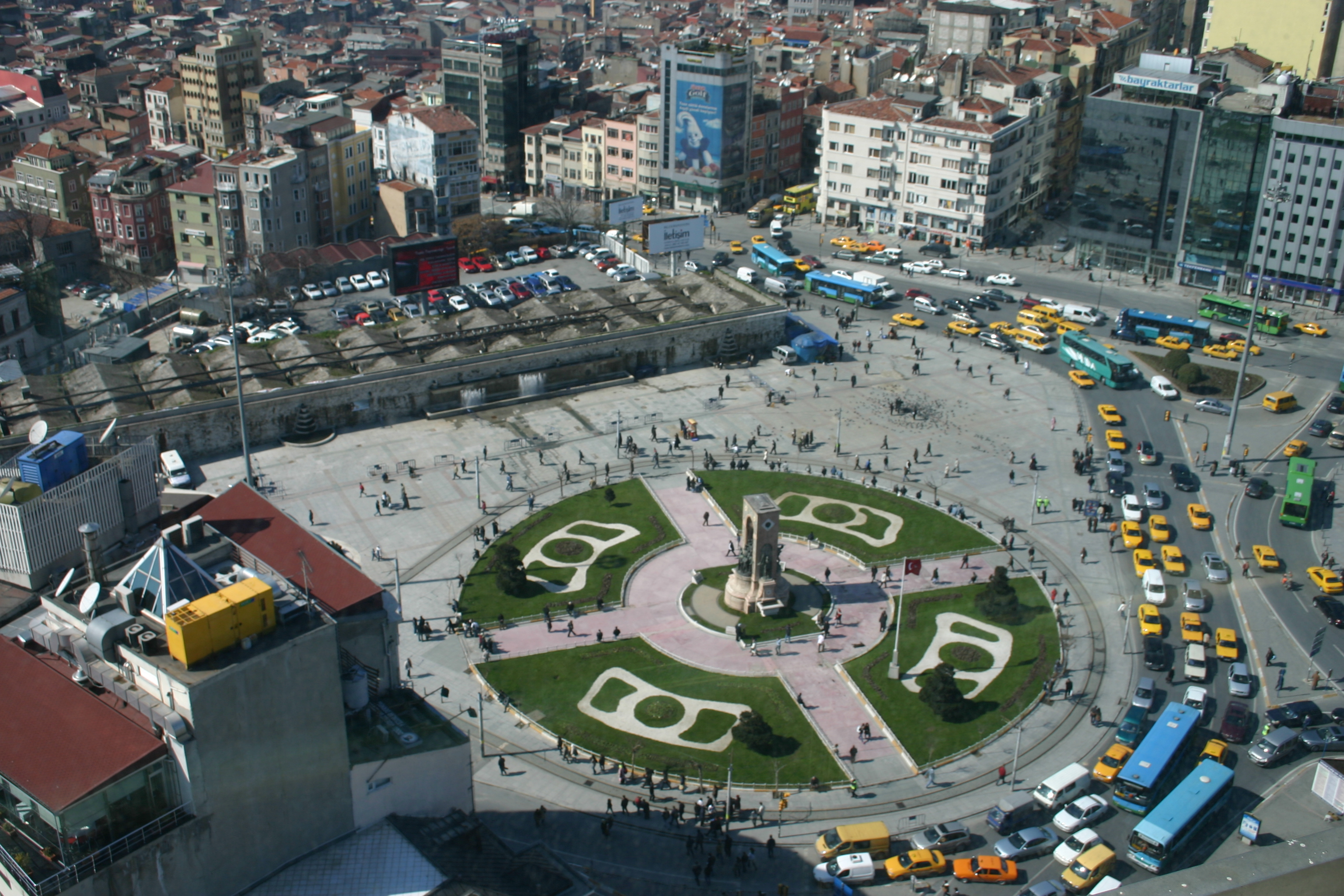
タクスィム広場

タクスィム広場（トルコ語: Taksim Meydanı）は、トルコのイスタンブールにある広場である。新市街中心部に位置する。

## 概要
「タクスィム」とは「分割、分配」を意味するアラビア語: تَقْسِيم, taqsīmに由来する。当初、オスマン帝国のスルタンマフムト1世の時代、イスタンブール北部の水源から送られてきた水を都市の各方面に分配する設備が建設された場所であった。この広場は新市街の中心的な観光地でもあり、また地下鉄を始め都市交通の拠点でもある。
広場の中心部には、1928年にトルコ共和国建国を記念して建設された共和国のモニュメントが建っている。また、広場に隣接して公園 (Taksim Gezi Parkı) がある。

## 交通

### 鉄道
広場の地下にはイスタンブール地下鉄M2号線のタクスィム駅があるほか、海上バスの発着場を結ぶ地下ケーブルカーのF1号線の始発駅がある。地上には新市街のイスティクラル通りを走るノスタルジックトラムのT2号線の始発駅がある。

## 周辺
- イスティクラル通り（トルコ語版） - この広場を起点とする歩行者専用の道路。高級店が連なる繁華街として有名である。
- アタチュルク文化センター（トルコ語版）
- タクスィム・ゲジ公園（英語版）

## 画像

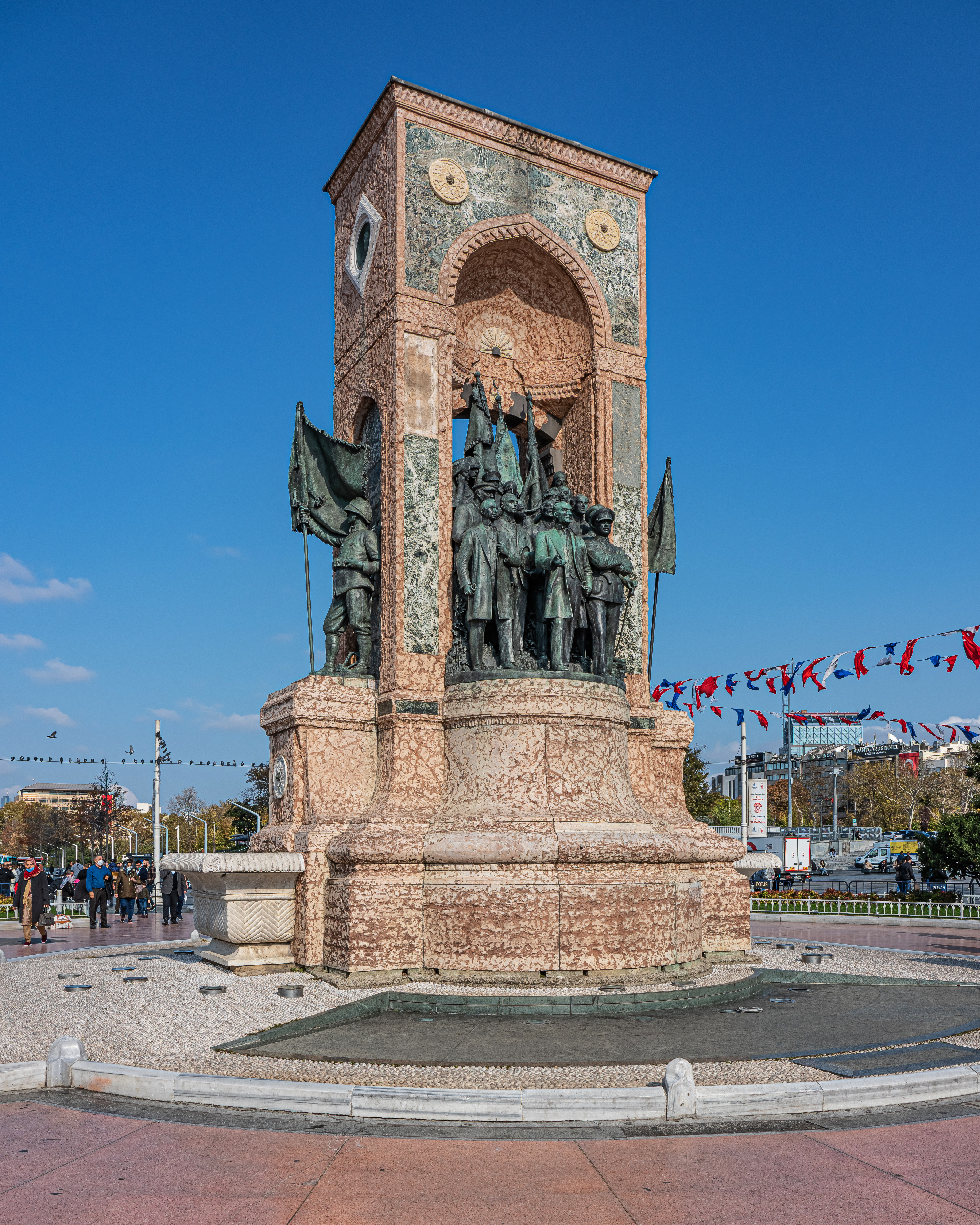
共和国モニュメント
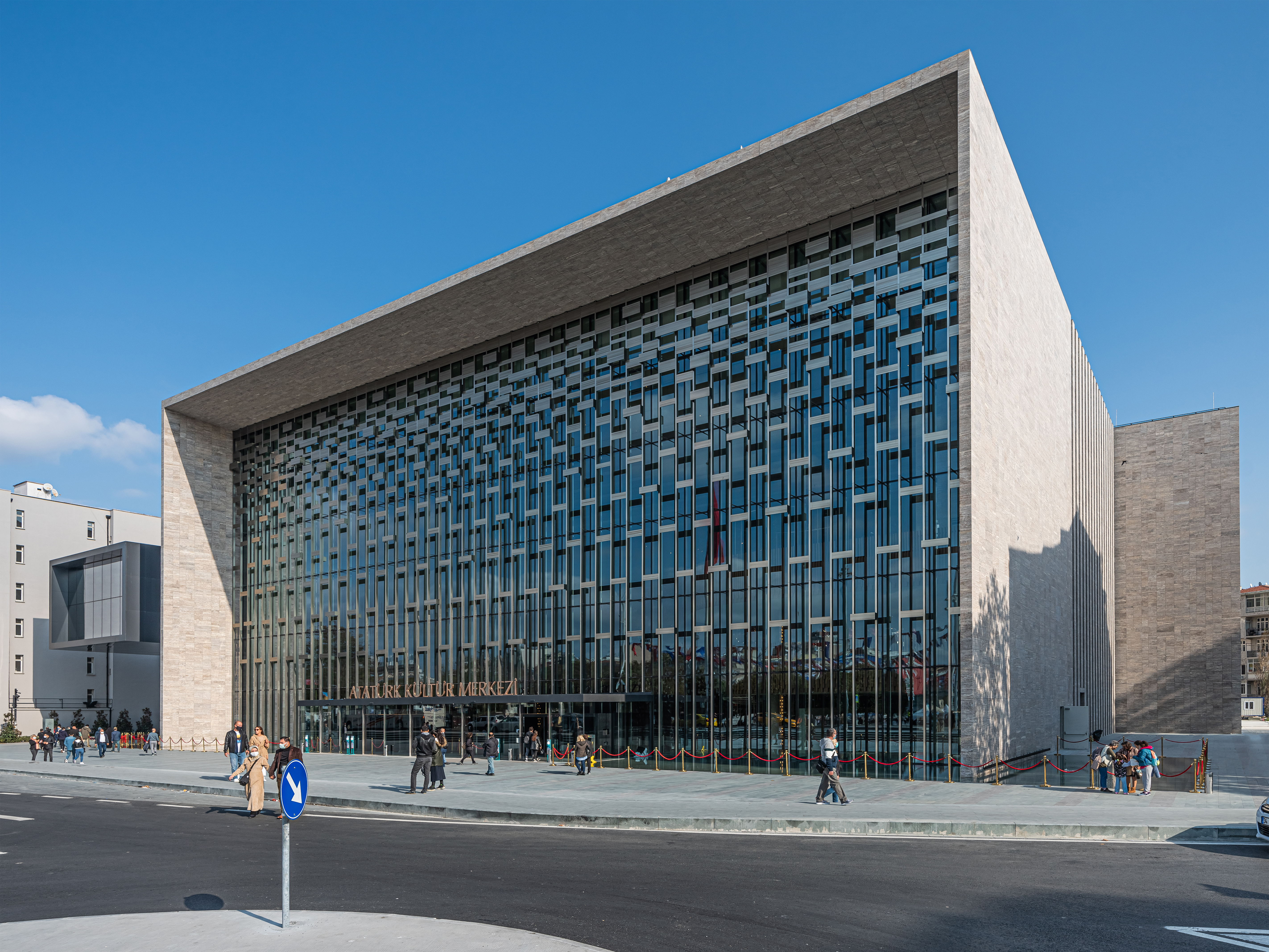
アタチュルク文化センター